# Edwin Smith
Edwin George Herbert Smith (15. května 1912, Canonbury, Londýn – 29. prosince 1971) byl anglický fotograf. Nejznámější jsou jeho fotografie anglické a evropské krajiny, zahrad a architektury.

## Život
Narodil se v Londýně jako jediné dítě v rodině úředníka Edwina Stanley Smithe a jeho ženy Lily Beatrice. Od dvanácti let studoval stavebnictví na Northern Polytechnic Institute (dnes London Metropolitan University). Když mu bylo šestnáct let, přešel na studium architektury. V roce 1930 obdržel stipendium na prestižní Architectural Association School of Architecture, kde byl žákem Jamese Burforda. Zde se také setkal se svým celoživotním přítelem, spisovatelem Oswellem Blakestonem. Studium z finančních důvodů v roce 1932 opustil a pracoval několik let jako kreslič. V roce 1935 začal pracovat jako fotograf. V roce 1935 se oženil s Rosemary Ansell, ale manželství skončilo po dvou letech rozvodem.
Náhodou se seznámil s malířem Paulem Nashem, který mu zprostředkoval fotografování pro módní časopis Vogue. Tato práce netrvala dlouho, ale díky ní začal být o jeho fotografie větší zájem. Poté pracoval pro londýnskou reklamní agenturu, kde uplatnil i své výtvarné schopnosti.
Ze třicátých let jsou jeho fotografické cykly z hornického prostředí v Northumberlandu (léto 1936), doků v Newcastlu a cirkusů a poutí v okolí Londýna (1935-1938).
V době druhé světové války často navštěvoval Oskara Kokoschku, který tehdy žil v Hampsteadu.
Po druhé světové válce opustil většinu svých fotografických témat a věnoval se fotografování krajiny a architektury pomocí velkoformátové deskové kamery z roku 1904. Zde konečně našel své fotografické téma. V roce 1950 se nakladatelství Thames and Hudson rozhodlo vydat první se série knih s tímto námětem – English Parish Churches (Anglické farní kostely). Text k této knize napsala Olive Cook, se kterou se seznámil ve čtyřicátých letech a která se v roce 1954 stala jeho druhou manželkou. Byla rovněž autorkou textů k většině jeho knih. Smith fotografoval i v Itálii, Francii, Španělsku, Řecku, Rakousku, Německu a Nizozemsku.

## Dílo
Sám sebe označil jako „architekta vzděláním, malíře podle vlastního přání a fotografa z nutnosti“.
Byl velikým obdivovatelem díla francouzského fotografa Eugène Atgeta.
Edwin Smith je rovněž autorem kreseb, akvarelů, maleb, linorytů a dřevorytů. Také sbíral a sám vytvářel papírová loutková divadla.

## Knihy
Vydal asi třicet knih, z nichž nejznámější jsou:
- English Parish Churches (1952, Anglické farní kostely)
- English Cottages and Farmhouses (1954, Anglické venkovské a zemědělské domy)
- Scotland (1955, 1968, Skotsko)
- England (1957, 1971, Anglie)
- English Abbeys and Priories (1960, Anglická opatství a převorství)
- Pompeii and Herculanaeum (1960, Pompeje a Herculaneum)
- Venice: The Masque of Italy (1962, Benátky: Maska Itálie)
- The Wonders of Italy (1965, Divy Itálie)
- The English House Through Seven Centuries (1968, Anglický dům v průběhu sedmi staletí)
- Rome: From its Foundation to the Present (1971, Řím: od založení po současnost)

Vedle těchto knih je autorem několika fotografických příruček pro nakladatelství Focal Press:
- Photo Tips on Cats and Dogs (1938, Jak fotografovat psy a kočky)
- Cruising with a Camera: Phototips for Sea and Shore (1939, Křižování s kamerou: jak fotografovat na moři a u moře)
- Better Snapshots with Any Camera (1939, 1948, Dobré snímky s jakoukoliv kamerou)
- All About the Sunshine (1940, v letech 1954 a 1957 vydáno pod názvem All About the Light, Vše o světle)
- All About the Winter Photography (1940, Vše o fotografování v zimě)
- All the Photo Tricks (1940, Veškeré fotografické triky)